# Un idiota
«Un idiota» es una canción del cantautor mexicano Joan Sebastian, lanzada como el segundo sencillo y tema del álbum de estudio número 27 de Sebastián Secreto de amor. Escrita y producida por Sebastián, a menudo se considera una de sus canciones emblemáticas,  siendo versionada por muchos artistas, incluidos Charlie Zaa, Daniel Robledo y otros más.

## Antecedentes
La canción debutó en el puesto numero 2 en la lista Billboard Hot Latin Songs y alcanzó el puesto número 3 después de pasar ocho semanas después, convirtiéndose en la tercera entrada de Sebastián entre los diez primeros en la lista. También alcanzó el puesto 18 en el Billboard Latin Pop Airplay y encabezó la lista Billboard Regional Mexican Airplay.

## Gráficos
| Lista (2000)                       | Mejor posición |
| ---------------------------------- | -------------- |
| Estados Unidos (Hot Latin Songs)   | 2              |
| Estados Unidos (Latin Pop Airplay) | 18             |